# フセイン・ヤセル
フセイン・ヤセル（Hussein Yasser, 1984年1月9日 - ）は、カタール・ドーハ出身の元サッカー選手。湾岸諸国の選手としては珍しく6カ国でプレー経験のあるジャーニーマンである。父親はエジプトの元サッカー選手で後に指導者としてカタールに渡った。

## 代表
母国で開催されたAFCアジアカップ2011ではカタール代表の10番を背負い大会に臨んだが、初戦のウズベキスタン戦以降は出番が無く、この事で不満を爆発させたヤセルは準々決勝の日本戦を前にチームから追放された。

## 家族
兄のモハメド・ヤセル、弟のアフメド・ヤセルもサッカー選手。

## タイトル
- クラウンプリンスカップ - 2000/01
- エジプト・プレミアリーグ - 2008/09, 2009/10
- CAFスーパーカップ - 2009